# Ninove
Ninove es un municipio belga de la provincia de Flandes Oriental. Está subdividido en Appelterre-Eichem, Denderwindeke, Lieferinge, Nederhasselt, Okegem, Voorde, Pollare, Meerbeke, Neigem, Aspelare y Outer. Tiene como personajes ilustres a Juan Despauterio y Franky Van der Elst.

## Historia
La villa fue comprada por el Condado de Flandes en 1295. Incluida en los Países Bajos de los Habsburgo desde 1482. Saqueada por los franceses en 1578 y ocupada por los rebeldes calvinistas en 1580. Fue recuperada dos años más tarde por los españoles. Retomada de nuevo por los franceses en 1658, fue devuelta a España mediante la Paz de los Pirineos al año siguiente. Ocupada por la Alianza de La Haya entre 1706 y 1713. En 1714 se integró como parte de los Países Bajos Austríacos.

## Demografía

### Evolución
Todos los datos históricos relativos al actual municipio, el siguiente gráfico refleja su evolución demográfica, incluyendo municipios después de efectuada la fusión el 1 de enero de 1977.
| Gráfica de evolución demográfica de Ninove entre 1846 y 2020 |
|                                                              |

- Datos: Q385026
- Multimedia: Ninove / Q385026